# یو مین کیو
یو مین کیو (انگلیسی: Yoo Min-kyu؛ زادهٔ ۱۸ سپتامبر ۱۹۸۷) بازیگر اهل کشور کره جنوبی است.
از فیلم‌ها یا برنامه‌های تلویزیونی که وی در آن نقش داشته‌است می‌توان به آقای ملکه اشاره کرد.